# Henry Nielsen (Schauspieler)
Henry Nielsen (* 1. November 1890 in Kopenhagen; † 12. Mai 1967 ebenda) war ein dänischer Schauspieler.

## Leben und Werk
Henry Nielsen ist der einzige Sohn des dänischen Blechschmieds Emil August Nielsen und dessen aus Schweden stammender Ehefrau Alma Theresia Høgqvist. Er wuchs in Kopenhagen auf und machte nach seinem Schulabschluss zunächst eine Ausbildung zum Tischler. Später arbeitete er in einer Kopenhagener Fabrik, wo Betten hergestellt wurden.
Nielsen absolvierte seine Schauspielausbildung von 1912 bis 1915 an der Eleveskole des Königlichen Theaters Kopenhagen. Er hatte dort am 15. Januar 1915 sein Bühnendebüt als Theaterschauspieler und war bis zum Jahr 1922 als festes Ensemblemitglied engagiert. Er trat im Laufe seiner Karriere in zahlreichen Theaterstücken, Kabarett-Programmen, Varieté-Shows und in Musicals auf. Von 1922 bis 1931 war er am Nørrebro-Theater als festes Ensemblemitglied engagiert. Er trat auch am Odense Teater, Aarhus Teater, Helsingør-Theater, Dagmarteatret oder am Svendborg-Sommertheater als Darsteller auf.
Nielsen trat von 1919 bis 1967 in rund 145 dänischen Filmen und Fernsehproduktionen als Schauspieler auf, darunter in elf Stummfilmen. Zu Beginn seiner Filmkarriere war er noch oftmals in Nebenrollen besetzt worden, doch später konnte er sich auch in Hauptrollen als Charakterdarsteller beweisen. Mit insgesamt 145 Filmrollen gilt Nielsen bis heute nach Ove Sprogøe und Karl Stegger als der produktivste dänische Schauspieler. Später wirkte er auch in mehreren Filmen der Reihe Vater hoch vier an der Seite von Ib Schønberg mit. Seine letzte Rolle spielte er im Jahr 1967 in dem Film Die Ferien meiner Frau.
Henry Nielsen war vom 27. August 1931 bis zu ihrem Tod mit der Sachbearbeiterin Valborg Källqvist (14. Januar 1906 – 11. Februar 1964) verheiratet. Aus der Ehe ging eine Tochter hervor. Er starb am 12. Mai 1967 im Alter von 76 Jahren. Seine Grabstätte befindet sich auf dem Sundby-Kirkegard in Kopenhagen.

## Filmografie (Auswahl)
- 1926: Dødsbokseren
- 1929: Kys, klap og kommers
- 1931: Krudt med knald
- 1933: Mit Pauken und Trompeten (Med fuld musik)
- 1940: Sommerglæder
- 1942: Alle mand på dæk
- 1943: Op med humøret
- 1944: Frechheit siegt (Teatertosset)
- 1945: Affæren Birte
- 1946: Verflixte Rangen (De pokkers unger)
- 1949: For frihed og ret
- 1953: Vater hoch vier (8-teilige Filmreihe)
- 1959: Pigen i søgelyset
- 1965: En ven i bolignøden
- 1965: Siebzehn – Vier Mädchen machen einen Mann (Sytten)
- 1965: 39 Seemänner und ein Mädchen (Een pige og 39 sømænd)
- 1966: Soyas tagsten
- 1966: Der Bettelprinz (Der var engang)
- 1967: Die Ferien meiner Frau (Min kones ferie)